# Gran Premio de Bélgica de Motociclismo de 1985
El Gran Premio de Bélgica de Motociclismo de 1985 fue la octava prueba de la temporada 1985 del Campeonato Mundial de Motociclismo. El Gran Premio se disputó el 7 de julio de 1985 en el Circuito de Spa.

## Resultados 500cc
Los dos pilots en cabeza de la clasificación del Mundial, los estadounidenses Freddie Spencer y Eddie Lawson ocuparon las ods primera posiciones de Gran Premio. El tercer puesto fue para el francés Christian Sarron. En este punto de la temporada, la ventaja de Spencer sobre Lawson es de 10 puntos.
| Pos.     | Piloto              | Moto       | Tiempo   | Pts. |
| -------- | ------------------- | ---------- | -------- | ---- |
| 1        | Freddie Spencer     | Honda      | 49.51.80 | 15   |
| 2        | Eddie Lawson        | Yamaha     | 49.57.07 | 12   |
| 3        | Christian Sarron    | Yamaha     | 50.28.09 | 10   |
| 4        | Wayne Gardner       | Honda      | 50.42.31 | 8    |
| 5        | Raymond Roche       | Yamaha     | 51.06.17 | 6    |
| 6        | Ron Haslam          | Honda      | 51.17.75 | 5    |
| 7        | Didier de Radiguès  | Honda      | 51.27.88 | 4    |
| 8        | Takazumi Katayama   | Honda      | 51.30.14 | 3    |
| 9        | Boet van Dulmen     | Honda      | 51.51.36 | 2    |
| 10       | Gustav Reiner       | Honda      | 51.52.46 | 1    |
| 11       | Mike Baldwin        | Honda      | 52.07.11 |      |
| 12       | Thierry Espié       | Chevallier | 52.08.81 |      |
| 13       | Franco Uncini       | Suzuki     | 52.10.22 |      |
| 14       | Christian Le Liard  | Chevallier | 52.21.50 |      |
| 15       | Sito Pons           | Suzuki     | 52.25.16 |      |
| 16       | Massimo Messere     | Honda      | 1 Vuelta |      |
| 17       | Armando Errico      | Honda      | 1 Vuelta |      |
| 18       | Henk van der Mark   | Honda      | 1 Vuelta |      |
| 19       | Eero Hyvärinen      | Honda      | 1 Vuelta |      |
| 20       | Rob Punt            | Suzuki     | 1 Vuelta |      |
| 21       | Mile Pajic          | Honda      | 1 Vuelta |      |
| 22       | Manfred Fischer     | Honda      | 1 Vuelta |      |
| 23       | Paul Iddon          | Suzuki     | 1 Vuelta |      |
| 24       | Neil Robinson       | Suzuki     | 1 Vuelta |      |
| 25       | Marco Papa          | Paton      | 1 Vuelta |      |
| 26       | Dietmar Mayer       | Honda      | 1 Vuelta |      |
| 27       | Maarten Duyzers     | Suzuki     | 1 Vuelta |      |
| 28       | Georg-Robert Jung   | Suzuki     | 1 Vuelta |      |
| Ret      | Dave Petersen       | Honda      | Ret      |      |
| Ret      | Randy Mamola        | Honda      | Ret      |      |
| Ret      | Marco Lucchinelli   | Cagiva     | Ret      |      |
| Ret      | Fabio Biliotti      | Honda      | Ret      |      |
| Ret      | Wolfgang von Muralt | Suzuki     | Ret      |      |
| Ret      | Robert McElnea      | Suzuki     | Ret      |      |
| Sources: |                     |            |          |      |

## Resultados 250cc
Grave caída del italiano Loris Reggiani que le obligará a perderse diversas carreras cuando ocupaba la quinta posición en la general. Victoria también en esta categoría de Freddie Spencer (tercer doblete del estadounidense de la temporada) por delante del venezolano Carlos Lavado y el alemán Anton Mang. En la clasificación general, Spencer tiene 34 puntos de ventaja sobre Mang.
| Pos. | Piloto                 | Moto       | Tiempo   | Pts. |
| ---- | ---------------------- | ---------- | -------- | ---- |
| 1    | Freddie Spencer        | Honda      | 42.05.73 | 15   |
| 2    | Carlos Lavado          | Yamaha     | 42.18.43 | 12   |
| 3    | Anton Mang             | Honda      | 42.23.12 | 10   |
| 4    | Martin Wimmer          | Yamaha     | 42.45.69 | 8    |
| 5    | Carlos Cardús          | Cobas      | 42.51.51 | 6    |
| 6    | Manfred Herweh         | Real       | 43.05.18 | 5    |
| 7    | Juan Garriga           | Rotax      | 43.05.65 | 4    |
| 8    | Dominique Sarron       | Honda      | 43.06.51 | 3    |
| 9    | Alan Carter            | Honda      | 43.06.73 | 2    |
| 10   | Patrick Igoa           | Honda      | 43.21.29 | 1    |
| 11   | Jacques Cornu          | Honda      | 43.29.62 |      |
| 12   | Luis Miguel Reyes      | Cobas      | 43.32.80 |      |
| 13   | Siegfried Minich       | Yamaha     | 43.33.14 |      |
| 14   | August Auinger         | Bartol     | 43.33.89 |      |
| 15   | Guy Bertin             | Malanca    | 43.45.42 |      |
| 16   | Hans Becker            | Yamaha     | 43.45.88 |      |
| 17   | Jean Foray             | Chevallier | 43.46.51 |      |
| 18   | Edwin Weibel           | Yamaha     | 43.46.76 |      |
| 19   | Fausto Ricci           | Honda      | 43.50.15 |      |
| 20   | Stefano Caracchi       | MBA        | 43.52.37 |      |
| 21   | René Delaby            | Rotax      | 44.02.87 |      |
| 22   | Roland Freymond        | Yamaha     | 44.03.25 |      |
| Ret  | Pierre Bolle           | Parisienne | Ret      |      |
| Ret  | Loris Reggiani         | Aprilia    | Ret      |      |
| Ret  | Stéphane Mertens       | Yamaha     | Ret      |      |
| Ret  | Reinhold Roth          | Yamaha     | Ret      |      |
| Ret  | Jean-François Baldé    | Yamaha     | Ret      |      |
| Ret  | Jean-Louis Guignabodet | Rotax      | Ret      |      |
| Ret  | Alan Carter            | Honda      | Ret      |      |
| Ret  | Niall Mackenzie        | Armstrong  | Ret      |      |
| Ret  | Harald Eckl            | ES         | Ret      |      |
| Ret  | Donnie McLeod          | Armstrong  | Ret      |      |
| Ret  | Jean-Michel Mattioli   | Yamaha     | Ret      |      |
| Ret  | Hans Lindner           | Rotax      | Ret      |      |
| Ret  | Mar Schouten           | Yamaha     | Ret      |      |
| Ret  | Antonio Garcia         | Cobas      | Ret      |      |
| DNQ  | Thierry Rapicault      | Yamaha     | DNQ      |      |
| DNQ  | Geoff Fowler           | Arbizu     | DNQ      |      |
| DNQ  | Andy Watts             | EMC        | DNQ      |      |
| DNQ  | Michel Siméon          | Honda      | DNQ      |      |
| DNQ  | Bernard Denis          | Honda      | DNQ      |      |
| DNQ  | Jean-Luc Guillemet     | Yamaha     | DNQ      |      |
| DNQ  | Patrick Fernandez      | Cobas      | DNQ      |      |
| DNQ  | Gary Noel              | EMC        | DNQ      |      |
| DNQ  | Paolo Ferretti         | Malanca    | DNQ      |      |
| DNQ  | Éric Saul              | Comoth     | DNQ      |      |
| DNQ  | Jose de Faveri         | JDF        | DNQ      |      |
| DNQ  | Cees Doorakkers        | Honda      | DNQ      |      |
| DNQ  | Eric de Donker         | Honda      | DNQ      |      |
| DNQ  | Mario Rademeyer        | Yamaha     | DNQ      |      |

## Resultados 125cc
Segunda victoria de la temporada para el italiano Fausto Gresini que llegó por delante del suizo Bruno Kneubühler y el belga Lucio Pietroniro. Comandando la clasificación general se encuentra otro italiano, Pier Paolo Bianchi, que fue quinto en este Gran Premio, por delante del mismo Gresini a cutaro puntos.
| Pos. | Piloto                 | Moto    | Tiempo   | Pts. |
| ---- | ---------------------- | ------- | -------- | ---- |
| 1    | Fausto Gresini         | Garelli | 38.58.34 | 15   |
| 2    | Bruno Kneubühler       | MBA     | 39.24.84 | 12   |
| 3    | Lucio Pietroniro       | MBA     | 39.31.05 | 10   |
| 4    | August Auinger         | MBA     | 39.31.08 | 8    |
| 5    | Pier Paolo Bianchi     | MBA     | 39.41.23 | 6    |
| 6    | Willy Pérez            | MBA     | 39.47.40 | 5    |
| 7    | Domenico Brigaglia     | MBA     | 39.48.0  | 4    |
| 8    | Olivier Liégeois       | MBA     | 40.09.66 | 3    |
| 9    | Johnny Wickström       | MBA     | 40.17.14 | 2    |
| 10   | Jussi Hautaniemi       | MBA     | 40.17.67 | 1    |
| 11   | Alfred Waibel          | MBA     | 40.31.67 |      |
| 12   | Håkan Olsson           | MBA     | 40.32.54 |      |
| 13   | Thierry Feuz           | MBA     | 40.32.76 |      |
| 14   | Anton Straver          | MBA     | 40.34.46 |      |
| 15   | Eric Gijsel            | MBA     | 40.43.59 |      |
| 16   | Jacky Hutteau          | MBA     | 40.54.35 |      |
| 17   | Andrés Sánchez         | MBA     | 41.00.08 |      |
| 18   | Thomas Møller-Pedersen | MBA     | 41.03.23 |      |
| 19   | Adolf Stadler          | MBA     | 41.03.97 |      |
| 20   | Boy van Erp            | MBA     | 41.04.86 |      |
| 21   | Peter Baláž            | MBA     | 41.05.28 |      |
| 22   | Ton Spek               | MBA     | 41.05.46 |      |
| 23   | Fernando Gonzalez      | MBA     | 41.33.20 |      |
| 24   | Michel Escudier        | MBA     | 41.33.45 |      |
| 25   | Helmut Lichtenberg     | MBA     | 1 Vuelta |      |
| Ret  | Jean-Claude Selini     | MBA     | Ret      |      |
| Ret  | Giuseppe Ascareggi     | MBA     | Ret      |      |
| Ret  | Alex Bedford           | MBA     | Ret      |      |
| Ret  | Esa Kytölä             | MBA     | Ret      |      |
| Ret  | Robin Appleyard        | MBA     | Ret      |      |
| Ret  | Dirk Hafeneger         | MBA     | Ret      |      |
| Ret  | Mike Leitner           | MBA     | Ret      |      |
| Ret  | Bady Hassaine          | MBA     | Ret      |      |
| Ret  | Wilhelm Lücke          | MBA     | Ret      |      |
| Ret  | Manfred Braun          | MBA     | Ret      |      |
| DNS  | Norbert Peschke        | MBA     | DNS      |      |
| DNS  | Luca Cadalora          | MBA     | DNS      |      |
| DNS  | Willy Hupperich        | Seel    | DNS      |      |
| DNQ  | Jan Eggens             | EGA     | DNQ      |      |
| DNQ  | Chris Bürki            | MBA     | DNQ      |      |
| DNQ  | Hein Vink              | MBA     | DNQ      |      |
| DNQ  | René Dünki             | MBA     | DNQ      |      |
| DNQ  | Alain Trippaers        | MBA     | DNQ      |      |
| DNQ  | Chris Baert            | MBA     | DNQ      |      |
| DNQ  | Luc Beugnier           | Honda   | DNQ      |      |
| DNQ  | Jean-Claude Collard    | MBA     | DNQ      |      |